# George Grosz

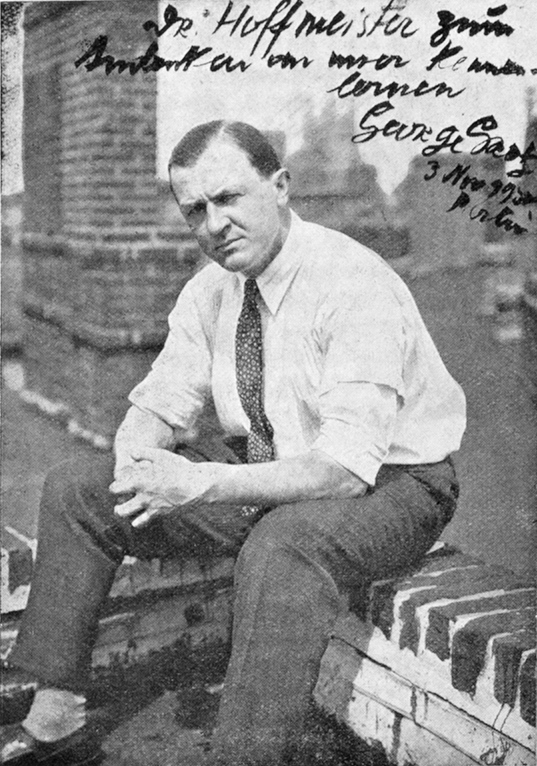
George Grosz (1930)

George Grosz (* 26. Juli 1893 als Georg Ehrenfried Groß in Berlin; † 6. Juli 1959 ebenda) war ein deutsch-US-amerikanischer Maler, Grafiker, Karikaturist und Kriegsgegner. George Grosz’ sozial- und gesellschaftskritische Gemälde und Zeichnungen des Verismus, die überwiegend in den 1920er Jahren entstanden sind, werden der Neuen Sachlichkeit zugerechnet. Diese Arbeiten zeichnen sich durch zum Teil drastische und provokative Darstellungen und häufig durch politische Aussagen aus. Sein Werk trägt aber auch expressionistische, dadaistische und futuristische Züge. Typische Sujets sind die Großstadt, ihre Abseitigkeiten (Mord, Perversion, Gewalt) sowie die Klassengegensätze, die sich in ihr zeigen. In seinen Werken, oft Karikaturen, verspottet er die herrschenden Kreise der Weimarer Republik, greift soziale Gegensätze auf und kritisiert insbesondere Wirtschaft, Politik, Militär und Klerus.

## Leben und Werk

### Kindheit und Jugend
Georg Groß wurde 1893 als Sohn des Gastwirts Karl Ehrenfried Groß und dessen Frau Marie Wilhelmine Luise, geb. Schultze, in Berlin geboren. 1898 zog die Familie nach Stolp in Pommern. Nach dem Tod des Vaters im Jahr 1900 zog die Mutter mit ihm für kurze Zeit wieder nach Berlin, doch bereits 1902 erfolgte die Rückkehr nach Stolp, wo die Mutter die Bewirtschaftung eines Offizierskasinos übernahm.
Groß besuchte dort die Oberrealschule bis zum Jahr 1908, wo er von seinem Kunstlehrer gefördert wurde. Schon als Kind kopierte er Zeichnungen aus Illustrierten und las mit Begeisterung Abenteuer- und Detektivgeschichten. Besonders interessierte er sich für Bilder, die dramatische Szenen wiedergaben. „Einen unauslöschlichen Eindruck machten auf mich die Greuelpanoramagemälde auf den Jahrmärkten und Schützenfesten.“ In seiner Autobiografie Ein kleines Ja und ein großes Nein schildert er weiterhin die von ihm als schikanös und gewalttätig empfundenen Zustände an der Schule. Nachdem er sich bei einem Referendar mit einer Ohrfeige revanchiert hatte, musste er die Schule verlassen.
Auf Anraten seines Zeichenlehrers, der sein Talent erkannt hatte, besuchte er von 1909 bis 1911 die Königlich Sächsische Kunstgewerbeschule in Dresden, an der er Studien nach griechischen Gipsabgüssen von Skulpturen des 5. Jahrhunderts v. Chr. anfertigte. Er lernte nach eigenen Aussagen aber nichts Sinnvolles. „Unsere Hauptarbeit war die Wiedergabe von Gipsabgüssen in Originalgröße.“ Er machte jedoch die Bekanntschaft mit Otto Dix.
Nach dem Diplomabschluss ging er 1912 nach Berlin und studierte an der Kunstgewerbeschule mit einem Staatsstipendium; er war dort Schüler von Emil Orlik. Berlin war das Zentrum der fortschrittlichen Kunst und Kultur. In den Kunsthandlungen wurden neben Paul Cézanne und Vincent van Gogh auch moderne Künstler wie Pablo Picasso, Henri Matisse, André Derain gezeigt. Grosz besuchte nicht nur Ausstellungen, sondern auch Rummelplätze und andere Vergnügungsstätten, wo er Skizzen anfertigte. Er zeichnete für „Witzblätter“, aber auch gleichzeitig nach der Natur in der Kunstgewerbeschule. Im Frühjahr 1913 ging er zum ersten Mal für acht Monate nach Paris, wo er die Pariser Atmosphäre und die Menschen studierte. Im Atelier Colarossi nahm er Unterricht im Aktzeichnen. Als wichtige Einflussquellen dieser Zeit gelten japanische Holzschnitte, Karikaturen insbesondere aus dem Simplicissimus sowie die Realisten Honoré Daumier und Henri de Toulouse-Lautrec.
1914 erhielt er von der Unterrichtsanstalt des Kunstgewerbemuseums der Königlichen Museen den 2. Preis.

### Einfluss des Ersten Weltkrieges auf sein Werk
Nach Beginn des Ersten Weltkriegs trat Grosz im November 1914 freiwillig als Infanterist ins Heer ein, um den mit einer zwangsweisen Einberufung meist verbundenen Fronteinsatz zu vermeiden. Er wurde schon im Mai 1915 als dienstuntauglich entlassen. „Krieg war für mich Grauen, Verstümmelung und Vernichtung.“ Als strikter Kriegsgegner wollte er, wie sein Freund, der Künstler John Heartfield, vormals Helmut Herzfeld, keinen deutschen Namen mehr tragen. Daher nannte er sich seit 1916 George Grosz. Durch die Wahl eines englischen Namens wollte er ein Zeichen gegen die patriotisch aufgeheizte anti-englische Stimmung im Kaiserreich setzen; hinzu kam eine gewisse Amerika-Begeisterung. Grosz zeichnete in dieser Zeit viele kritische Kriegsszenen.

„Ich zeichnete Soldaten ohne Nase, Kriegskrüppel mit krebsartigen Stahlarmen […] Einen Obersten, der mit aufgeknöpfter Hose eine dicke Krankenschwester umarmt. Einen Lazarettgehilfen, der aus einem Eimer allerlei menschliche Körperteile in eine Grube schüttet. Ein Skelett in Rekrutenmontur, das auf Militärtauglichkeit untersucht wird.“

Grosz bezeichnete sich als „moderner Schlachtenmaler“ und hatte sich zu Studienzwecken auch Abbildungen von Werken des klassischen Schlachtenmalers Emil Hünten besorgt. Franz Pfemfert, Herausgeber der linken expressionistischen Wochenschrift Die Aktion, veröffentlicht im Juli und im November 1915 eine Zeichnung und ein Gedicht von George Grosz.
Grosz Bekanntheitsgrad stieg 1916 weiter durch die Veröffentlichung von drei ganzseitigen Zeichnungen in der neu herausgegebenen Zeitschrift Neue Jugend (unter der Militärzensur „Heft Sieben“ genannt) und einen Aufsatz über ihn von Theodor Däubler in Die weißen Blätter, einer der wichtigsten Zeitschriften des literarischen Expressionismus. Er bekam Kontakt mit Kunstmäzenen, darunter Harry Graf Kessler und später Felix Weil. Er schreibt dazu in der Rückbetrachtung selbstkritisch, das Kunstwerk sei zur Ware geworden, und er habe 1916 vorübergehend die Rolle eines strebsamen Künstlers gegenüber dem Mäzen gespielt, sich schmeichlerisch angebiedert, je nachdem, was die jeweilige Person sehen und hören wollte.
1917 wurde Grosz schließlich eingezogen. Nach eigener Angabe sollte er als Deserteur erschossen werden und wurde nur durch die Intervention von Harry Graf Kessler gerettet. Er wurde in eine Nervenheilanstalt überwiesen und am 20. Mai als „dienstunbrauchbar“ entlassen.
Er ging zurück nach Berlin und stürzte sich dort in das Großstadtleben. Noch 1917 schloss er sein frühes Hauptwerk „Metropolis“ ab. Es beschreibt die Stadt als entfesseltes Chaos – Auseinanderstrebende Straßenfluchten, ziellos umherirrende Menschen, ein apokalyptisches Tohuwabohu rund um das Central-Hotel am Bahnhof Friedrichstraße, alles in blutrote Farbe getränkt. Das Gemälde hängt heute im Museo Thyssen-Bornemisza in Madrid. In ähnlichem Stil ist auch das Ölbild Widmung an Oskar Panizza (1918) in der Staatsgalerie Stuttgart gehalten.

### Dadaismus

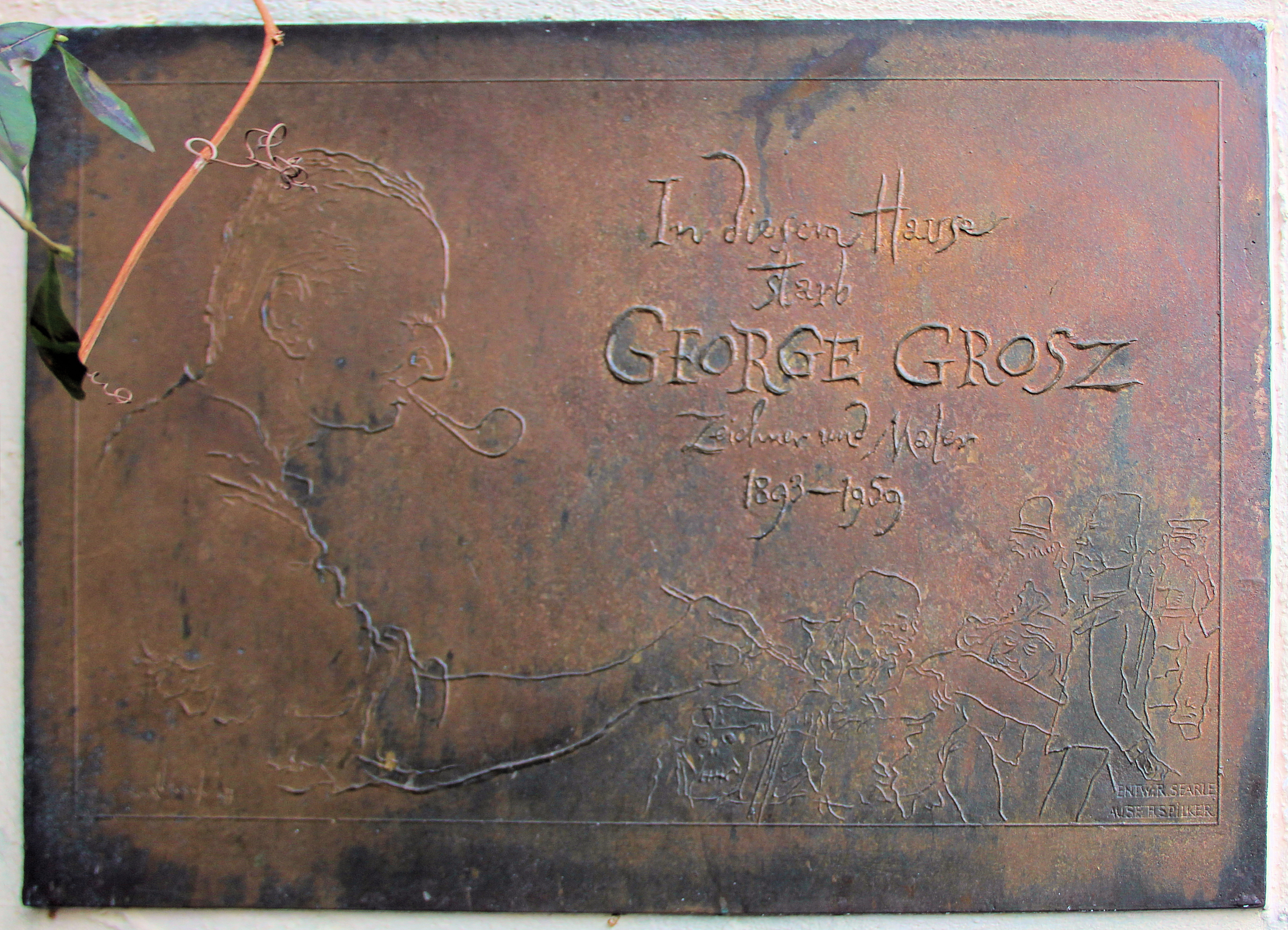
Gedenktafel am Haus Savignyplatz 5, in Berlin-Charlottenburg

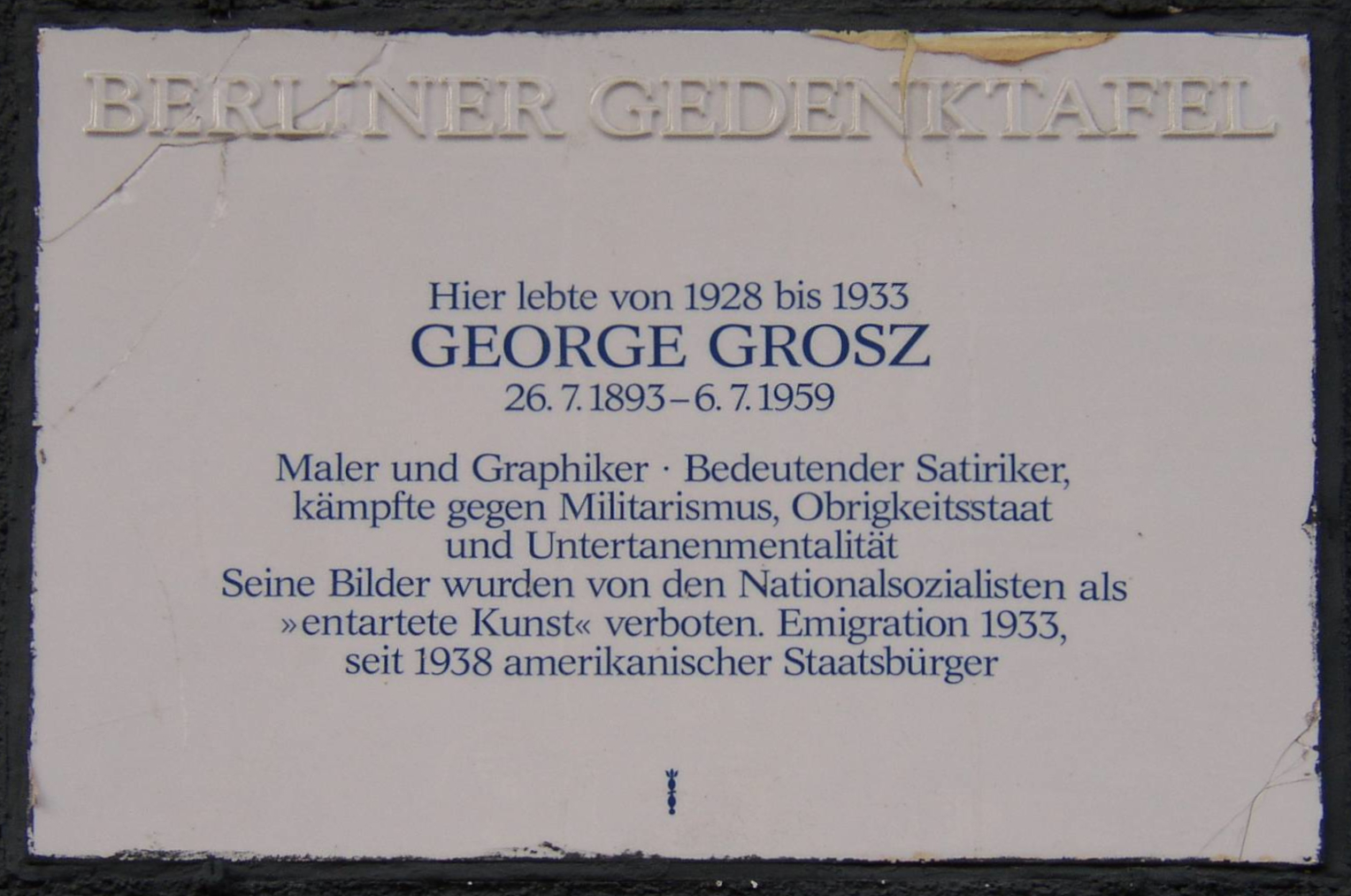
Berliner Gedenktafel in Berlin-Wilmersdorf (Trautenaustraße 12.1)

Grosz war, zusammen mit John Heartfield und Wieland Herzfelde, Begründer der Berliner Dada-Szene. Gemeinsam mit Richard Huelsenbeck, dem Schweizer Dada-Initiator, veranstaltete er 1917 erste Dada-Abende in der Berliner Sezession am Kurfürstendamm. Im Laufe des Ersten Weltkriegs hatte sich der Dadaismus in ganz Europa ausgebreitet. Überall protestierten Künstler durch gezielte Provokationen und vermeintliche Unlogik gegen den Krieg und das obrigkeitsstaatlich denkende Bürger- und Künstlertum. Der Kriegsbegeisterung stellten sie pazifistische Positionen gegenüber und führten die bisher geltenden bürgerlichen Werte ins Absurde. Gegen Eintrittsgeld wurden Versammlungen veranstaltet, auf denen das Publikum dann für sein Geld zum Teil rüde beschimpft wurde. Es gab häufig Schlägereien, Polizei war anwesend. Künstlerische Aktionen wurden teilweise improvisiert. Eines der Schlagworte war: „Dada ist sinnlos.“ Die Mitglieder nahmen Funktionsbezeichnungen an, so wurde Grosz zum „Propagandada“. 1920 organisierte er die Erste Internationale Dada-Messe in Berlin mit und stellte dort aus. Er stellte dort das surrealistische Gemälde Ein Opfer der Gesellschaft aus, eine Collage auf Leinwand. Unter dem späteren Titel Remember Uncle August, the Unhappy Inventor hängt es heute im Centre Georges-Pompidou.
In dieser Phase nahm er auch bildnerische Einflüsse vom Kubismus und vom Fauvismus auf.

### Politisch orientierte Arbeiten
1919 wurde er unter dem Eindruck der Novemberrevolution Mitglied der KPD und der Novembergruppe und stellte seine Kunst in den Dienst des Proletariats: Künstler hätten die Aufgabe, sich am Kampf für die Freiheit zu beteiligen. Gegenüber seinen früh-dadaistischen Werken wandelte sich das Sujet von Kneipen-, Straßen- und Großstadtszenen zur bitterbösen Darstellung des politischen Gegners. In dieser Zeit schuf er sein großes politisches, nach Heinrich Heines gleichnamigem Versepos benanntes Bild Deutschland, ein Wintermärchen: In der Mitte ein biederer Reserveoffizier als typisch deutscher Spießbürger mit Schweinebraten, Bier und dem Lokalanzeiger. Unten drei „Stützen der Gesellschaft“: Pfaffe, General, Professor. Die Welt schwankt um den Bürger, ein Matrose dient als Symbol für die Revolution. Hinzu kommt eine Prostituierte, alles ein Abbild der Zeit, in der das gesamte Wertesystem zu zerfallen schien. Unten links eine Silhouette von Grosz selbst. Auch dieses Bild stellte einen der Höhepunkte der Ersten Internationalen Dada-Messe von 1920 dar. Es ist nach 1933 verschollen.
Er wurde Mitbegründer von vier politisch radikalen Zeitschriften, Jedermann sein eigener Fußball (eine Ausgabe im Februar 1919), Die Pleite (1919 bis 1924), Der Gegner (1919 bis 1924) und Der blutige Ernst (1919), die im Malik-Verlag herausgegeben wurden. Grosz hat bis 1930 für weit links stehende Blätter, darunter auch die satirischen Zeitschriften der KPD Eulenspiegel und Roter Pfeffer illustriert. Er zeichnete auch für Das Stachelschwein (1925 bis 1928), das von Hans Reimann herausgegeben wurde, und den Simplicissimus (1926 bis 1932). Zu seinem wachsenden Bekanntheitsgrad trugen die Veröffentlichungen im Querschnitt ab 1922 bei, dem Blatt des Galeristen Alfred Flechtheim.
Er beschränkte sich dabei nie auf eine rein parteipolitische Satire. Neben den ausdrücklich politischen Arbeiten zeichnete er weiterhin spätdadaistische und allgemein gesellschaftskritische Illustrationen. Darunter ragen besonders die Lithographien – Zeichnungen, Vignetten, Initialen und Vorsatzblätter – zu Alphonse Daudets Die wundersamen Abenteuer des Tartarin von Tarascon heraus. Auch viele andere literarische Werke illustrierte er, u. a. zu Heinrich Mann, Walter Mehring und Upton Sinclair.
Daneben erschienen ab 1929 auch gänzlich unpolitische Beiträge für die Beilage Ulk des Berliner Tageblattes.

### Weiterer Lebensweg in Berlin

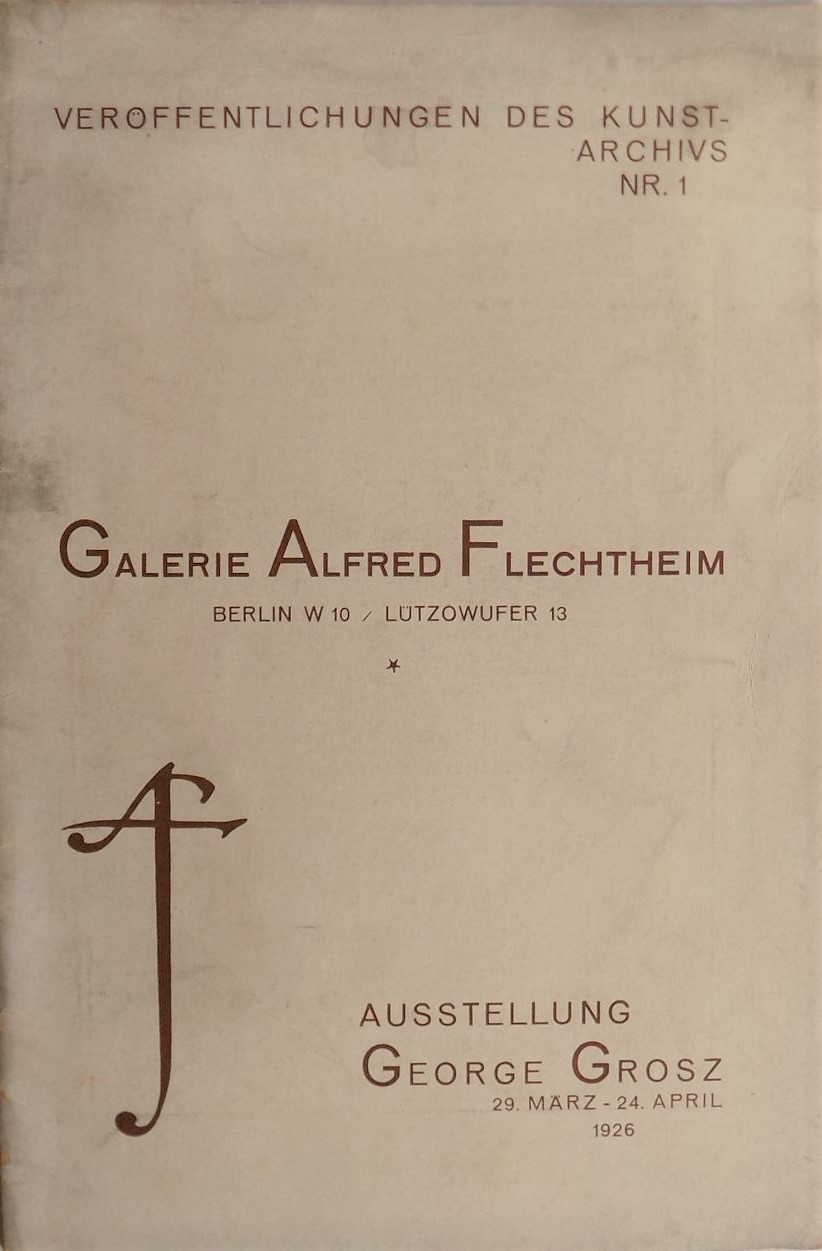
Ausstellungskatalog von Alfred Flechtheim, 1926

Seine erste Einzelausstellung hatte er 1920 in der Münchener Galerie Neue Kunst, die von Hans Goltz geführt wurde, einem Wegbereiter der Modernen Kunst. Bereits 1918 hatte er einen Vertrag zur Alleinvertretung mit ihm abgeschlossen, den er 1920 erneuerte. 1922, als er das erste Mal an den Düsseldorfer Kunsthändler und Mäzen Alfred Flechtheim Zeichnungen für das Magazin Der Querschnitt lieferte, kündigte er den Vertrag mit Hans Goltz auf.
Im selben Jahr, am 26. Mai 1920, heiratete er die Kunstgewerblerin Anna Luise Eva Peter (* 1895 Charlottenburg), und zog mit ihr in Trautenaustraße im Berliner Bezirk Wilmersdorf. Bis zum Januar 1933, als er in die USA übersiedelte, wohnte Grosz mit seiner Familie dort. Sie hatten zusammen die Söhne Peter Michael (1926–2006) und Martin Oliver, genannt Marty (* 1930).
1922 unternahm Grosz wegen eines Buchprojekts eine fünfmonatige Reise mit Maxim Gorki in die Sowjetunion, bei der er auch eine Audienz bei Lenin hatte und Trotzki besuchte. Unter diesen Reiseeindrücken trat er aus der KPD aus, da er jede Form von Obrigkeitsstaatlichkeit und Diktatur ablehnte und die ökonomischen Bedingungen für die breiten Massen des Volkes kritisierte. Die endgültige Abwendung erfolgte jedoch erst Ende der 1920er/1930er Jahre, Grosz blieb aber seinen Anschauungen weiterhin treu. 1923 wurde Alfred Flechtheim der Kunsthändler von George Grosz, der in dessen Galerien in Düsseldorf und Berlin regelmäßig ausstellte und damit auch ein regelmäßiges Einkommen erzielte.
Von 1924 bis 1925 und noch einmal 1927 unternahm er Frankreichreisen. Dort schuf er, auch zum Broterwerb, Kunstwerke wie Porträts und Landschaften. 1924 stellt er in Paris aus. 1925 nahm er die Ölmalerei wieder auf mit dem Porträt des Schriftstellers Max Herrmann-Neiße – einer der Hauptattraktionen der Mannheimer Ausstellung Neue Sachlichkeit im selben Jahr. Die städtische Kunsthalle Mannheim hat es erworben.
1926 stellte er ein weiteres seiner Hauptwerke fertig: Stützen der Gesellschaft. Mit dem Titel spielt er auf Henrik Ibsens gleichnamiges Drama an. In dieser Allegorie auf die deutsche Gesellschaft in der Weimarer Republik karikiert er vier repräsentative Typen: einen Juristen, mit Schmiss und Monokel als ewig gen Osten reitender Corpsbruder erkennbar, keine Augenbinde wie Justitia, aber dafür ohne Ohren; einen Journalisten, für die Zeitgenossen als Pressezar Alfred Hugenberg erkennbar, mit dem sprichwörtlichen Nachttopf als Ausdruck seiner beschränkten Haltung behelmt, Zeitungen unter dem Arm und heuchlerisch einen Palmenwedel in der Hand; einen sozialdemokratischen Abgeordneten, das Pamphlet „Sozialismus ist Arbeit“, die damalige Parole der SPD, unterm Arm und die Kacke, die er am Dampfen hält, im Kopf, und einen schnapsnasigen Militärseelsorger, der Frieden predigt, während hinter seinem Rücken bereits Mord und Totschlag durch Stahlhelm, Bund der Frontsoldaten und Wehrwolf (Wehrverband) herrschen. Es ist heutzutage in der Nationalgalerie Berlin zu besichtigen.
Im gleichen Jahr entstand auch das Ölbild Sonnenfinsternis: Hindenburg sitzt am Konferenztisch, auf den anderen Plätzen kopflose Kabinettsmitglieder, und von hinten bläst ein Vertreter des Großkapitals ihm die Parolen ein. Währenddessen frisst das Volk in Gestalt eines Esels die lügnerischen Presseerzeugnisse in sich hinein. Seit 1968 hängt das Bild in Huntington, New York, Collection of the Heckscher Museum of Art; er hatte es ursprünglich in seinem Wohnort Huntington verkauft, um eine Auto-Rechnung zu bezahlen; heute ist es das wertvollste Bild der Sammlung. Beide Bilder bewegen sich im Stil des neuen synthetischen Realismus, wie ihn Heinrich Vogeler in seinen Komplexbildern entwickelt hat.
1927 widmete die Preußische Akademie der Künste Georg Grosz eine Sonderausstellung. 1928 wurde ihm in Amsterdam auf der Kunstschau anlässlich der Olympischen Spiele eine Goldmedaille verliehen für sein Porträt von Max Schmeling; in Düsseldorf erhielt er die Goldmedaille Deutsche Kunst.
George Grosz nahm 1929 als ordentliches Mitglied des Deutschen Künstlerbundes an der DKB-Jahresausstellung im Kölner Staatenhaus am Rheinpark mit Berlin bei Nacht und Der Musikclown Herbert Williams teil.
Ende 1931 sah sich Alfred Flechtheim gezwungen, vermutlich aufgrund seiner ökonomischen Lage, die durch die Weltwirtschaftskrise und sich häufende rassistische Angriffe auf seine Galerien sehr angespannt war, den Vertrag mit Grosz zu kündigen; Grosz selber wollte ihn 1932 nicht wieder aufnehmen, um seine ökonomische Flexibilität zu erhalten.

### Theater und Bühnenbild
Mit Fritz Mehring und John Heartfield veranstaltete Grosz 1920 im Kabarett Schall und Rauch ein politisches Puppenspiel, zu dem er die Marionettenentwürfe beisteuerte, und entwickelte zusammen mit John Heartfield Bühnenbilder und Kostüme für George Bernard Shaws Stück Caesar und Cleopatra. Es folgten bis 1930 etliche Bühnenbilder für Berliner Bühnen, darunter das Proletarische Theater von Erwin Piscator, die Volksbühne und das Deutsche Theater. Bahnbrechende Neuerungen erzielte er mit der Premiere von Paul Zechs Das trunkene Schiff und, vor allem, mit der Uraufführung der Bühnenfassung von Jaroslav Hašeks Roman Die Abenteuer des braven Soldaten Schwejk 1928 in der experimentierfreudigen Piscator-Bühne am Nollendorfplatz. Er brachte filmische Effekte und Projektionen ein, und es wurde ein doppeltes Laufband mit lebensgroßen Figuren nach Zeichnungen von Grosz verwendet. 1930 gestaltete er die Bühnenbilder und Figurinen für die Erstaufführung von Arnold Zweigs Bühnenstück Der Streit um den Sergeanten Grischa im Theater am Nollendorfplatz (Gastspiel des Deutschen Theaters unter der Direktion von Max Reinhardt).

### Mappenwerke
Dem Typ des „Staffeleibildmalers“ stellte Georg Grosz frühzeitig den des journalistischen Tageszeichners gegenüber, den er als zeitgemäßer und moderner empfand. Auch die politischen Intentionen vieler seiner Arbeiten verlangten nach Popularisierung und weiter Verbreitung. In der Freundschaft zu dem Verleger Wieland Herzfelde fand er in der Zusammenarbeit mit dem Malik-Verlag dafür die Voraussetzungen, so wie umgekehrt seine Arbeiten und die Fotomontagen von John Heartfield das künstlerische Gerüst des Verlages darstellten. Er veröffentlichte dort von 1917 bis 1928 sechs Grafik-Mappen, einen Sammelband mit originalgrafischem Anspruch und illustrierte ferner zahlreiche Bücher. Schon 1916 erschien die erste George-Grosz-Mappe bei dem Berliner Drucker Hermann Birkholz, der im Weiteren auch für den 1917 gegründeten Malik-Verlag druckte. 1920 erschien die Mappe Gott mit uns, eine Abrechnung mit dem deutschen Militarismus, die auf der Ersten internationalen Dada-Messe ausgestellt wurde. Bilder daraus wurden 1921 in den Band Das Gesicht der herrschenden Klasse aufgenommen. 1921 erschien die Mappe Im Schatten, im Jahr darauf Die Räuber. Die erste Mappe der beiden zeigt das unterdrückte und pauperisierte Proletariat, die zweite ein zynisches Psychogramm der Oberschicht. Für Gewerkschaftsorganisationen gab es verbilligte Ausgaben. 1922/23 gab der Malik-Verlag dann ein umfassendes Sammelwerk heraus: Ecce Homo. 16 farbige Aquarelle und 84 Schwarzweißzeichnungen wurden in einer Mappe bzw. als gebundene Buchausgabe zu einer Übersicht über das Œuvre von 1915 bis 1922 zusammengefasst. Die Mappe ist von Grosz’ Frau Eva und Wieland Herzfelde thematisch, nicht chronologisch zusammengestellt worden. Es handelt sich um eine furiose Abfolge von Typen und Szenen, die den Niedergang der Gesellschaft versinnbildlichen: kantige, stumpfsinnige Militärschädel, dekadente Oberschichtbohemiens, lüsterne Finanzmagnaten, halbnackte Prostituierte, Lustmörder nach vollbrachter Tat – ein erbarmungsloser Querschnitt vor allem der höheren Gesellschaft, wie sie sich ihm darstellte. 1925 erschien die Mappe Der Spiesser-Spiegel mit 60 Zeichnungen, und 1928 die Mappe Hintergrund, die 17 Zeichnungen aus dem Trickfilm für die Schwejk-Aufführung enthält.
In Amerika veröffentlichte Grosz 1936 als erste Mappe Interregnum mit 64 Zeichnungen aus den Jahren 1927–1936 und einer Farblithographie (The Muckraker). Mit ihr konnte er allerdings nicht an den Erfolg von Ecce Homo anknüpfen. Ein Grund dafür könnte der hohe Preis von $50 und die geringe Auflage von 300 Exemplaren gewesen sein, aber auch, dass er sich mit seinen Darstellungen nicht – wie die Mehrzahl der Intellektuellen – parteiisch (links) positioniert, sondern den Faschismus und den Kommunismus gleichermaßen angegriffen hat. Erst 1944 erschien mit George Grosz. Drawings von ihm ein weiteres Mappenwerk in den USA.

### Grosz’ Werk und die Justiz
Grosz wurde in der Weimarer Zeit zahlreichen zermürbenden Gerichtsprozessen unterworfen.
Schon 1921 war er auf Grund der 1920 auf der Dada-Kunstmesse ausgestellten Mappe Gott mit uns wegen „Beleidigung der Reichswehr“ zu einer Geldstrafe von 300 Mark verurteilt worden. Eine Geldstrafe von 600 Mark wurde zusätzlich seinem Verleger Wieland Herzfelde vom Malik-Verlag auferlegt. Ein Hauptmann der Reichswehr hatte die Anzeige erstattet, weil er die Dada-Ausstellung im Allgemeinen und besonders die Mappe von Georg Grosz als systematische Hetze und verabscheuungswürdige Verunglimpfung empfunden hatte.
1923 wurde ein weiteres Verfahren wegen „Angriffs auf die öffentliche Moral“ nach § 184 StGB, dem Unzuchtsparagrafen, eröffnet. Sieben Farb- und 27 Schwarz-Weiß-Abbildungen aus dem Werk Ecce Homo wurden im April beschlagnahmt und im Dezember wurde Anklage wegen der Verbreitung unzüchtiger Schriften erhoben. 1924 wurden Georg Grosz, Wieland Herzfelde und Julian Gumperz zu einer Geldstrafe im Betrag von jeweils 500 Mark verurteilt. Fünf Aquarelle und 17 Zeichnungen mussten aus der Mappe entfernt werden; die entsprechenden Platten und Formen sollten zudem unbrauchbar gemacht werden. Die positiven mündlichen Stellungnahmen der geladenen Sachverständigen, darunter auch des Reichskunstwartes Edwin Redslob, und das schriftliche Gutachten von Max Liebermann konnten daran nichts ändern. Ausschlaggebend für die Richter war „das Schamgefühl des normal empfindenden Menschen“.
Auch die Mappe Der Spiesser-Spiegel war sehr umstritten, aber es kam zu keiner Anzeige. Dies geschah allerdings dreißig Jahre später, 1955 bei der Neuauflage des Arani-Verlages. Die Staatsanwaltschaft prüfte eine Erregung öffentlichen Ärgernisses, vertrat aber dann die Auffassung, die Blätter könnten „nicht unbedingt als unzüchtig angesehen werden, es handle sich um einen Grenzfall“, und stellte das Verfahren ein.

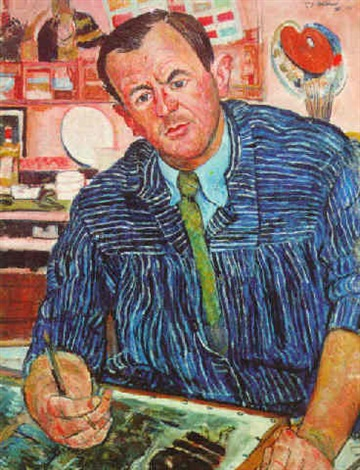
Erich Büttner: Porträt George Grosz (1931)

Von 1927 bis 1932 hatte Grosz fünf gerichtliche Auseinandersetzungen zu bestehen, unter anderem eine Anklage wegen Gotteslästerung; dazu kamen ein Nachfolgeprozess und Verhandlungen über die Einziehung und Unbrauchbarmachung der inkriminierten Zeichnungen. Anlass war die Zeichnung Maul halten und weiter dienen, die Christus am Kreuz mit Gasmaske darstellt. Sie war vorher im Bühnenbild unter den Hintergrundprojektionen bei der Inszenierung des Stückes Die Abenteuer des braven Soldaten Schwejk durch Erwin Piscator und Bertolt Brecht 1927 in Berlin gezeigt worden und von Grosz mit zwei weiteren Zeichnungen in der Mappe mit dem Titel Hintergrund veröffentlicht worden. Die Anklage wegen Gotteslästerung endete 1931 mit einem Freispruch. In zwei Reichstagssitzungen und fünf Sitzungen des Preußischen Landtags war der „Fall Grosz“ behandelt worden. Zahlreiche künstlerische und politische Verbände solidarisierten sich öffentlich und durch Schreiben an die Gerichte mit den Angeklagten. Journalisten von Partei- und Kirchenblättern, Kunst- und Literaturzeitschriften befassten sich damit in ganz Europa. Selbst die Glaubensgemeinschaft der Quäker trat in diesem Prozess das einzige Mal in ihrer Geschichte als Gutachter auf. Bemerkenswert ist die positive Stellungnahme, da die Quäker eine eher skeptische Beziehung zur Kunst haben. Grosz bescheinigten sie aber mit dem Bild eine aufrührerische und bewegende Bildwirkung und verneinten die Existenz einer klaren Grenze zwischen künstlerischer und religiöser Intuition.

### Kunstbegriff
In seinem zuerst 1921 veröffentlichten Aufsatz Statt einer Biographie setzt sich Grosz kritisch mit dem zeitgenössischen Kunstbegriff und -betrieb auseinander. Die Kunst wird als „Banknotenfabrik“ und „Aktienmaschine“ für „ästhetische Fatzke“ in Abhängigkeit von der bürgerlichen Klasse bezeichnet. Auch dient sie der „Flucht […] in ein reineres partei- und bürgerkriegsloses Paradies.“ Der Künstler kommt meistens aus den unteren Klassen und muss sich den „Bonzen“ anpassen. Entweder bekommt er monatlich Geld von einem Mäzen oder er verfällt dem Kunsthändler, der die neueste Mode bedient. Er vermeint als „Schöpfer“ haushoch über den „Banausen“ zu stehen, die über die Bilder von Picasso und Derain lachen, schafft aber nur vermeintlichen Tiefsinn, weitab von jeder Wirklichkeit. Auch die abstrakte Kunst und den Expressionismus lehnt er ab. Bissig setzt er sich mit den „individualistischen“ Künstlern auseinander: „Arbeitet ihr etwa für das Proletariat, das der Träger der kommenden Kultur sein wird? […] Eure Pinsel und Federn, die Waffen sein sollten, sind leere Strohhalme.“ Er selbst stellt sich auf die Seite der „Unterdrückten“ und will die wahren „Gesichter ihrer Herren zeigen“, und zwar in einer jedem verständlichen Bildsprache.
Anfang der 30er Jahre war Grosz einer der berühmt-berüchtigtsten Künstler Deutschlands und der gefragteste Illustrator. Sein Name wurde aufs Engste mit der kulturellen und künstlerischen Moderne der Weimarer Republik verknüpft. Er galt als „kommunistischer“ Künstler; seine Arbeiten wurden von Museen gekauft und in zahlreichen, auch für Arbeiter ausgerichteten Ausstellungen gezeigt. Er und seine Familie waren Gegenstand der Berichterstattung zahlreicher Illustrierter, Feuilletons warben um seine Meinung, bürgerliche Illustrierte übernahmen seine unverfänglicheren Zeichnungen von Clowns, Jazzmusikern oder Bauern. Futurismus, Kubismus und Neue Sachlichkeit – sein Werk umfasste wesentliche Teile der Klassischen Moderne. Vor diesem Hintergrund bestätigte er 1931 erneut seine Auffassung der Gegenwarts-Kunst als Teil des bourgeoisen, kapitalistischen Schwindels, der den Status der herrschenden Klasse aufrechterhalte und die Künstler der Gnade der Kunsthändler ausliefere.

### Übersiedlung in die USA und Spätwerk
Von Juni bis Oktober 1932 erhielt Grosz einen Lehrauftrag für die Art Students League of New York. Er nahm ihn an, auch aufgrund seiner verschlechterten finanziellen Lage, und unterrichtete eine Aktklasse. Er entschloss sich, Deutschland endgültig zu verlassen, und emigrierte am 12. Januar 1933 in die USA; seine Kinder folgten im Oktober. Sofort nach der Machtergreifung Ende Januar wurde sein Atelier gestürmt, möglicherweise sollte er in seiner Wohnung aufgestöbert werden. Schon am 8. März 1933, neun Tage nach dem Reichstagsbrand, wurde George Grosz ausgebürgert, als erste und zunächst einzige von 553 sofort erfassten Personen des öffentlichen Lebens. Seine in Deutschland verbliebenen Werke fielen den Nationalsozialisten in die Hände, die sie als „Entartete Kunst“ einzogen, billig ins Ausland verramschten oder vernichteten. Von 170 Werken der Berliner Zeit sind etwa 70 verschollen, über 50 davon hatte er im Lauf der Zeit an seinen Galeristen Alfred Flechtheim gesandt, der selbst Ende Mai 1933 flüchten und seine Galerie abwickeln musste.
Grosz gehörte zu den 18 Künstlern, die in der im Juni 1939 erstellten geheimen Materialsammlung des Reichssicherheitshauptamts Erfassung führender Männer der Systemzeit aufgeführt sind.
2003 verklagte die Familie Grosz das Museum of Modern Art und die Kunsthalle Bremen und beschuldigte sie, sich Gemälde widerrechtlich angeeignet zu haben, darunter das MoMA wegen des 2. Porträts "Max Hermann-Neisse" (1927). Das Museum zog sich auf die Einrede der Verjährung zurück; das Bild hängt bis heute im Museum of Modern Art, ebenso wie „Der Maler und sein Modell“. Das Gleiche gilt für zwei Bilder in der Bremer Kunsthalle, „Stilleben mit Okarina“ (1931) und „Pompe funèbre“ (1925), und etliche weitere Werke in anderen Museen.
In Amerika wohnte Grosz erst in Bayside, New York, und seit 1947 in Huntington, New York, in einem Haus, das er 1952 erwarb. Er schuf in den USA etwa 280 Gemälde. Neben rund 100 Aktbildern malte er auch Images of Hell, eine Serie apokalyptischer Szenerien und Kriegsbilder, die er 1937 unter dem Eindruck des Spanischen Bürgerkriegs begann und angesichts der zerstörerischen Gewalt des deutschen Nationalsozialismus mit Leidenschaft weiterführte. Er war desillusioniert, dass sich 1933 die „proletarischen Massen“ nicht gegen Hitler gewehrt hatten, entsetzt über den Mord an dem von ihm geschätzten Erich Mühsam und fassungslos über die Berichte entkommener Emigranten aus den KZs. Ein herausragendes Beispiel für diese Bilder ist Cain, or Hitler in Hell (1944, Gallery David Nolan, New York): Ein übergroßer Adolf Hitler sitzt auf einem Felsen vor einem düsteren Kriegsinferno, inmitten eines Haufens kleiner Skelette. Nach dem Kriegsende sind etliche verstörende Bilder unter dem Eindruck der atomaren Bedrohung in diese Reihe zu rechnen.
Im Vergleich zu vielen anderen deutschen Emigranten war Grosz auch in Amerika erfolgreich, sowohl was den Verkauf seiner Bilder betrifft als auch durch seine fast kontinuierliche, wenn auch zunehmend ungeliebte Lehrtätigkeit an der Art Students League of New York, die seine materielle Existenz sicherte. Nach einer vierjährigen Pause nahm er sie 1949 deshalb auch wieder auf. Er hatte regelmäßig Ausstellungen – drei allein in seinem Ankunftsjahr – und veröffentlichte Zeichnungen, z. B. in der satirischen Zeitschrift Americana, der Vanity Fair und der Life. 1945 gewann er den 2. Preis der Ausstellung Painting in the United States 1945 am Carnegie-Institut in Pittsburgh mit dem Gemälde The Survivor (1944). Dem Vergleich zu seinem zwar umstrittenen, aber sehr hohen Ansehen in Deutschland konnte das allerdings nicht standhalten. Er wurde in den USA weitgehend als deutscher Künstler wahrgenommen und erreichte mit seinen Werken nicht den Bekanntheitsgrad und die analytische Schärfe der Darstellung wie in Deutschland. Seine romantische Sicht auf Amerika und sein Status als Gastbürger hätten das auch zunächst gar nicht zugelassen, auch wenn sich beides im Laufe der Zeit veränderte. Nach Kriegsende 1945 wurde sein Spätwerk zunehmend dekorativer und unpolitischer. Er malte teilweise zarte, harmonische Aquarelle, Stillleben, Akte und Landschaften, die nicht mehr die Bekanntheit seines Frühwerks erreichten. Er selbst bezeichnete sein Spätwerk als eher künstlerisch, verglichen mit seinen frühen bekannten politischen Arbeiten, und bezog sich auf eine Rückkehr zu den alten Meistern. Grosz wurde 1950 in New York als assoziiertes Mitglied (ANA) in die National Academy of Design gewählt.
1954 wurde er zum Mitglied der angesehenen American Academy of Arts and Letters gewählt und erhielt 1959 deren Goldene Medaille für Graphische Künste.
Im Juni 1938 wurde Grosz amerikanischer Staatsbürger. 1946 wurde seine Autobiografie A little yes, and a big no veröffentlicht, die erst 1955 mit dem Titel Ein kleines Ja und ein großes Nein auf Deutsch erschien. In diesem Buch wird seine tiefe Zerrissenheit deutlich; es ist im Ton einer halbironischen Bitterkeit geschrieben. Er bekennt sich nicht mehr unumwunden zu seinen frühen, politisch und kulturell aggressiven Arbeiten, sondern macht deutlich einen Schnitt zwischen den beiden Lebensabschnitten. Er beschreibt beispielsweise eher halbherzig die Dada-Bewegung, der er jede Ästhetik abspricht und die er als „Kunst (oder Philosophie) des Müllkastens“ bezeichnet. Das hinderte ihn allerdings nicht, kurz vor seiner Rückkehr nach Deutschland 1957 eine 40-seitige Serie dadaistischer Collagen anzufertigen. Er stand zu seiner Widersprüchlichkeit und verteidigte sie mit den Versen von Walt Whitman: „Ich enthalte Vielheiten; warum sollte ich mir nicht widersprechen?“
Grosz litt an Depressionen und neigte zunehmend dem Alkoholismus zu.

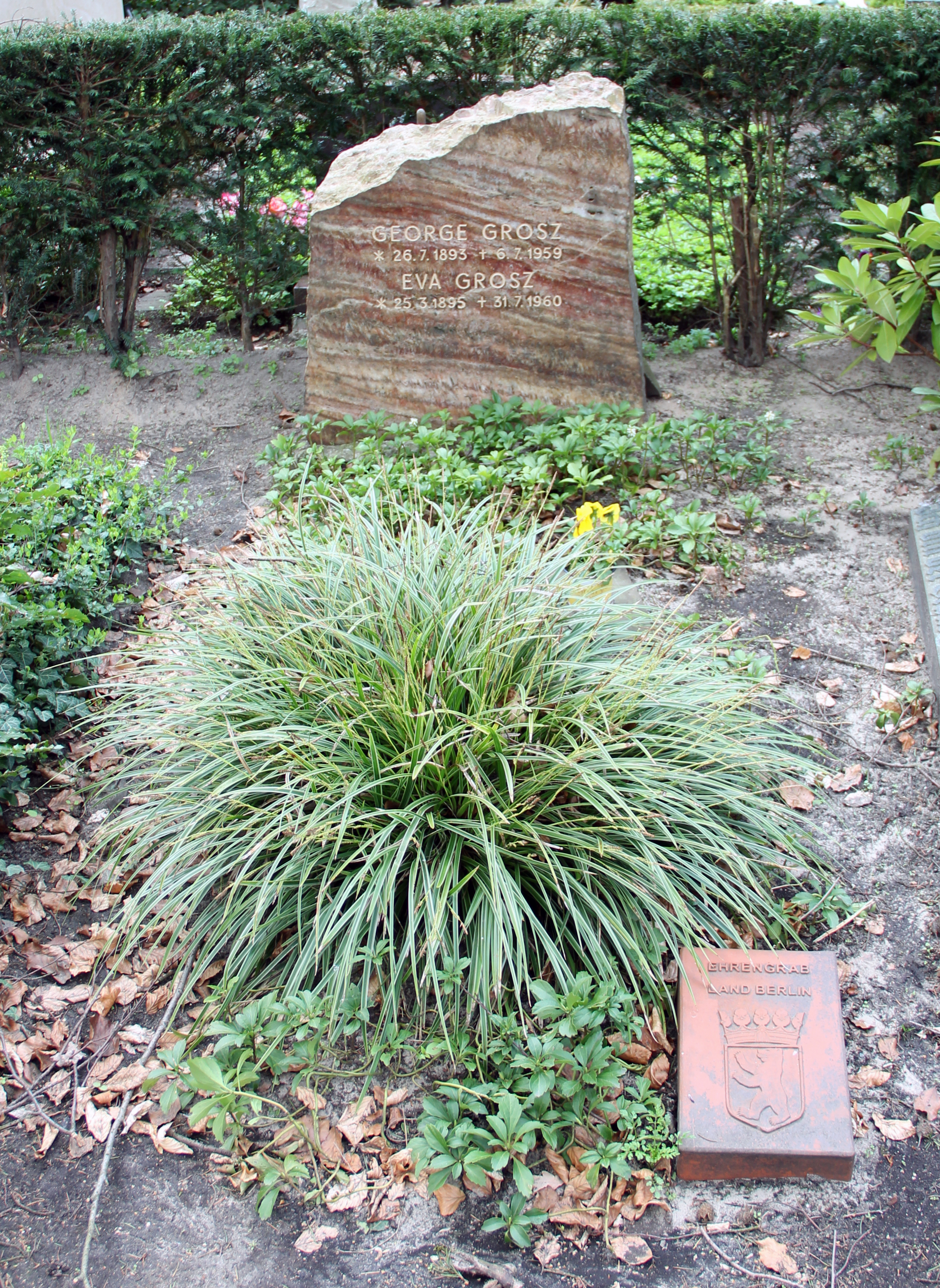
Ehrengrab von George Grosz auf dem Friedhof Heerstraße in Berlin-Westend

Nachdem Grosz im Nachkriegsdeutschland zum Mitglied der West-Berliner Akademie der Künste ernannt worden war, kehrte er 1959 auf Drängen seiner Frau Eva aus den USA nach Deutschland zurück. Nur wenige Wochen später starb er, fast 66 Jahre alt, am 6. Juli in seiner Geburtsstadt Berlin nach einem Treppensturz infolge von Trunkenheit.
Die Beisetzung fand am 10. Juli 1959 auf dem Friedhof Heerstraße im heutigen Ortsteil Berlin-Westend statt. Eva Grosz wurde 1960 neben ihrem Gatten bestattet. Auf Beschluss des Berliner Senats ist die letzte Ruhestätte von George Grosz (Grablage: 16-B-19) seit 1960 als Ehrengrab des Landes Berlin gewidmet. Die Widmung wurde zuletzt 2016 um die inzwischen übliche Frist von zwanzig Jahren verlängert.
Der Sohn Peter Michael Grosz, ein international anerkannter Fliegerei-Historiker, starb im September 2006. Der Sohn Marty zählt bis heute in den USA zu den bekanntesten Musikern des klassischen Jazz.
Der Nachlass von George Grosz wird von der Houghton Library der Harvard University sowie vom Archiv der Berliner Akademie der Künste betreut. Managing Director des Grosz-Estate im Auftrag der Söhne und Autor des Werkverzeichnisses der Werke von George Grosz ist Ralph Jentsch

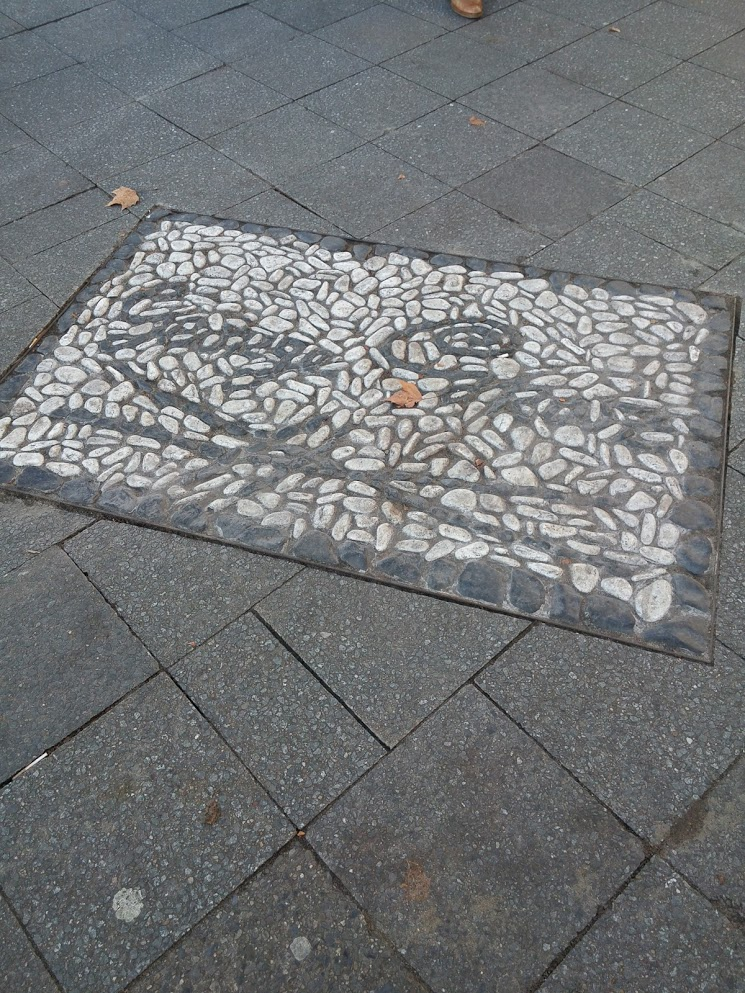
In den Boden eingelassene Mosaiktafel mit seiner Unterschrift

George Grosz’ Arbeiten haben zu seiner Zeit andere Vertreter der Neuen Sachlichkeit in Deutschland und Maler des Sozialen Realismus in den USA stark beeinflusst; zu seinen Schülern in USA zählten bspw. 1955 James Rosenquist und Jackson Pollock. Bis heute ist er ein wichtiges Vorbild für politische Karikaturisten und Illustratoren; seine Arbeiten waren und sind mitprägend für das gesellschaftspolitische Bild der Weimarer Republik. Nach ihm wurde 1996 der George-Grosz-Platz am Berliner Kurfürstendamm benannt, welcher im Jahre 2010 komplett saniert wurde. Es wurde eine Mosaiktafel mit seiner Unterschrift in den Boden eingelassen und eine Infosäule installiert.
Im Rahmen der Serie „Deutsche Malerei des 20. Jahrhunderts“ gab die Deutsche Bundespost im Jahr 1993 eine 100-Pfennig-Sonderbriefmarke mit dem Motiv Im Cafe heraus.

## Werke (Auswahl)

### Ölbilder, Aquarelle, Collagen
- 1914: Pandämonium, Tusche, Feder. Privatbesitz
- 1915: Krawall der Irren, Tusche, Feder, Kunstbibliothek, SMPK, Berlin
- 1915/1916: Erinnerung an New York, Lithographie, Staatsgalerie Stuttgart, Graphische Sammlung, Stuttgart
- 1916: Selbstmord, Tate Gallery, London
- 1916: Der Liebeskranke, Kunstsammlung Nordrhein-Westfalen, Düsseldorf
- 1916/1917: Großstadt, Thyssen-Bornemisza Sammlung, Lugano[37]
- 1916/1917: Lustmord in der Ackerstrasse, Offsetdruck, Kunstbibliothek, SMPK, Berlin
- 1916/1917: Metropolis, Museo Thyssen-Bornemisza, Madrid. Öl auf Leinwand (100 × 102 cm)[38]
- 1917: Explosion, The Museum of Modern Art, New York
- 1917/1918: Widmung an Oskar Panizza, Staatsgalerie, Stuttgart (davor Sammlung Heinrich Kirchhoff)
- 1917/1919: „Deutschland, ein Wintermärchen“. Verbleib unbekannt.
  - Aquarell als Skizze zum Bild 1918: 2010 aus dem Erbe des Galeristen Hans Koch 2010 entdeckt[39]
- 1918: John der Frauenmörder, Hamburger Kunsthalle, Hamburg.
- 1918: Der Mädchenhändler, Hessisches Landesmuseum, Darmstadt, Aquarell, Rohrfeder und Tusche.
- 1918: Parasiten (Fischer, 1966, Nr. 20).
- 1919: Schönheit, dich will ich preisen, Galerie Nierendorf, Berlin, Aquarell, Feder und Tusche.
- 1919: Ein Opfer der Gesellschaft, Collage, Estate of G. G.
- 1920: Ohne Titel, Kunstsammlung Nordrhein-Westfalen, Düsseldorf (online auf der Website der Kunstsammlung Nordrhein-Westfalen).
- 1920: Republikanische Automaten, Aquarell, Museum of Modern Art, New York.
- 1920: Daum marries her pedantic automation George in May 1920, John Heartfield is very glad of it, Aquarell, Collage, Galerie Nierendorf, Berlin.
- 1920: Orgie, Aquarell, Feder und Tusche, Aquarell, Feder, Tusche, Galerie Pels-Leusden, Berlin.
- 1921: Grauer Tag, Nationalgalerie, Berlin.
- 1922: Methusela, Aquarell, Tusche, Bronzefarbe. The Museum of Modern Art, New York.
- Um 1923: In den besten Jahren, Aquarell, Sprengel Museum Hannover.
- 1924: Sie macht nur sauber, Bleistift.
- 1925: Porträt des Schriftstellers Max Hermann-Neisse, Städtische Kunsthalle Mannheim.
- 1926: Die Stützen der Gesellschaft, Öl auf Leinwand, Neue Nationalgalerie, Berlin.
- 1926: Sonnenfinsternis, Heckscher Museum of Art, Huntington (New York).
- 1926: Porträt Max Schmeling, Axel-Springer-Verlag, Berlin.
- 1926: Drinnen und draussen, Privatsammlung.
- 1927: La Pointe rouge de Marseille (Landschaft), Princeton, NJ, Estate of G. G.
- 1927: Selbstbildnis als Warner, Öl auf Leinwand, Berlinische Galerie (oneline auf berlinischegalerie.de).
- 1928: Der Agitator, Stedelijk Museum, Amsterdam.
- 1937: Remembering, Minneapolis Institute of Art (online auf der Website des Minneapolis Institute of Art).
- 1937: Myself and the Barroom Mirror, Privatbesitz (online auf davidnolangallery.com).
- 1937: The Muckraker (Der Schlammgräber / Entlarver), Öl, Estate of George Grosz.[40]
- 1942: I was Always Present (Der Reiter / Ich war immer dabei), Öl auf Leinwand, Heckscher Museum of Art, Huntington (New York).[41]
- 1943: I’m glad I came back (Ich bin froh, wieder da zu sein), Öl auf Preßspan, Tempe, Arizona State University.[42]
- 1944: Cain, or Hitler in Hell (Kain, oder Hitler in der Hölle), Deutsches Historisches Museum, Berlin (online auf davidnolangallery.com).
- 1944: The Survivor (Der Überlebende), Öl, Privatbesitz.[43]
- 1946: The Pit (Der Höllenschlund / Die Grube), Wichita Art Museum, Wichita, Kansas.[44]
- 1946: Juggernaut (Moloch), Sammlung der Chrysler Corporation, Detroit, in New York.[45]
- 1946/1948: Enemy of the Rainbow (Der Feind des Regenbogens), Aquarell, Privatsammlung.[46]
- 1947/1948: Waving the Flag (Mit schwenkender Fahne), Aquarell, Whitney Museum of American Art, New York (online auf whitney.org).
- 1948: Uprooted, the Painter of the Hole (Entwurzelt, der Maler des Lochs), Aquarell, Busch-Reisinger Museum, Harvard Art Museums, Cambridge, MA (online of harvardartmuseums.org).[47]
- 1949: The Crucified Ham (Der gekreuzigte Schinken), Öl auf Leinwand, The Students League of New York Gallery.[48]
- 1958: Grosz as Clown and Variety Girl (Grosz als Clown und Varietégirl), Collage, George Grosz Estate, Princeton, New Jersey.[49]

### Publikationen

#### Dada Berlin Zeitschriften (Herausgeber)
- Jedermann sein eigner Fussball. Wieland Herzfelde u. George Grosz (Hrsg.), 1 Nummer. Malik-Verlag, Berlin 1919.
- Die Pleite, Wieland Herzfelde u. George Grosz (Hrsg.), 11 Nummern in 10 Heften, Berlin/Zürich/Wien, 1919–1924 (online auf archive.org).
- Der blutige Ernst (satirische Zeitschrift). John Höxter (Hrsg., Nr. 1 u. 2), Carl Einstein (Hrsg., Nr. 3–6), George Grosz (Hrsg., Nr. 3–5, Illustrator), Nr. 1–6, 1919 (online auf archive.org: Nr. 1, Nr. 2, Nr.3, Nr. 4, Nr. 5, Nr. 6).

#### Buchillustrationen
- Wieland Herzfelde: Tragigrotesken der Nacht – Träume. Malik Verlag, Berlin 1920.
- Richard Huelsenbeck: Phantastische Gebete. Malik Verlag, Berlin 1920.
- Hermynia Zur Mühlen: Was Peterchens Freunde erzählen. Märchen. Malik Verlag, Berlin 1921; Reprint: Fey, Stuttgart 1979, ISBN 3-88361-010-0.
- Richard Huelsenbeck: Doctor Billg am Ende. Kurt Wolff Verlag, München 1921.
- Alphonse Daudet: Die Abenteuer des Herrn Tartarin von Tarascon. Erich Reiss Verlag, Berlin 1921.
- Alfred Richard Meyer: Lady Hamilton oder Die Posen-Emma oder vom Dienstmädchen zum Beefsteak à la Nelson. Fritz Gurlitt Verlag, Berlin 1923.
- Heinrich Mann: Kobes. Propyläen-Verlag, Berlin 1925.[50]
- Pierre Mac Orlan: Port d ' eaux-mortes. Mit 8 Originallithographien von George Grosz. Au Sans Pareil, Paris 1926.
- Hans Reimann: Sächsische Miniaturen. Mit 14 Zeichnungen von George Grosz. 1928.
- Bertolt Brecht: Die drei Soldaten. Ein Kinderbuch, mit Zeichnungen von George Grosz. 1932.

#### Mappen, Bildbände, essayistische Texte
- Erste George Grosz-Mappe. 9 Lithographien, Barger. Berlin 1917.
- Kleine George Grosz-Mappe. 20 Lithographien. Malik, Berlin 1917.
- (Richard Huelsenbeck[51]:) Dadaistisches Manifest. Flugblatt von 1918, unterzeichnet u. a. von Grosz; abgedruckt in Der Zweemann, Heft 3, Januar 1920, S. 15–16 (online auf The International Dada Archive, uiowa.edu).
- Gott mit uns. Politische Mappe, 9 Lithographien. Malik, Berlin 1920.
- mit John Heartfield: Der Kunstlump. In: Der Gegner, I, 1920, Heft 10–12, S. 48–56 (online auf princeton.edu); Nachdruck in Schneede, Die zwanziger Jahre. S. 50–58.
- Statt einer Biographie. In: Der Gegner, II, 1920/21, Heft 3, S. 68–70 (online auf princeton.edu), datiert auf 16. August 1920; zugleich in Willi Wolfradt: George Grosz. Leipzig 1921. Überarbeitet in George Grosz und Wieland Herzfelde: Die Kunst ist in Gefahr. 1925; Nachdruck in Schneede, Die zwanziger Jahre. S. 61–64.
- Zu meinen neuen Bildern, (mit Abbildungen). In: Das Kunstblatt, V, 1921, Heft 1, S. 10–16 (online auf iaddb.org); Nachdruck in Grosz: Eintrittsbillett zu meinem Gehirnzirkus. Erinnerungen, Schriften, Briefe. S. 75–78.
- Im Schatten. 9 Lithographien. Malik, Berlin 1921.
- Das Gesicht der herrschenden Klasse. 55 politische Zeichnungen von George Grosz. Hrsg. Julian Gumperz. Malik, Berlin 1921 (Kleine revolutionäre Bibliothek, Nr. 4).
- Der Mensch ist nicht gut – sondern ein Vieh. In: Katalog zur Ausstellung George Grosz. Galerie von Garvens, Hannover April 1922; Nachdruck in Schuster (Hrsg.): George Grosz. Berlin – New York. Katalog, Berlin 1994, S. 540–541.
- Ein neuer Naturalismus? Eine Rundfrage. In: Das Kunstblatt, VI, 1922, Heft 9, Antwort von Grosz auf S. 382–383 (online auf iaddb.org); auszugsweiser Nachdruck der Rundfrage in: Schneede, Die zwanziger Jahre. S. 115–124.
- Mit Pinsel und Schere. 7 Materialisationen. Malik, Berlin 1922.
- Die Räuber. Neun Lithographien zu Sentenzen aus Schillers Räuber. Malik, Berlin 1922.
- Abrechnung folgt! 57 politische Zeichnungen. Malik, Berlin 1923 (Kleine revolutionäre Bibliothek, Nr. 10).
- Ecce homo. 84 Lithographien und 16 Aquarelle. Malik, Berlin 1923; Reprint 1992.
- Abwicklung, (mit Abbildungen). In: Das Kunstblatt, VIII, 1924, Heft 2, S. 32–38 (online auf iaddb.org); Nachdruck in Grosz: Eintrittsbillett zu meinem Gehirnzirkus. Erinnerungen, Schriften, Briefe. S. 81–86.
- Kurzer Abriß. In: Situation 1924. Künstlerische und kulturelle Manifestationen. Ulm o. J. (1924), S. 22–24; Nachdruck in: Schneede: Die zwanziger Jahre. S. 125.
- Paris als Kunststadt. In: Europa-Almanach 1925. Hrsg. Carl Einstein und Paul Westheim. Kiepenheuer, Potsdam 1925 (Reprint 1993), S. 42–46; unter dem Titel Pariser Eindrücke auch in George Grosz und Wieland Herzfelde: Die Kunst ist in Gefahr. Berlin 1925; Nachdruck in englischer Sprache in: Flavell, George Grosz. A Biography. Yale University Press 1988, S. 310–311 (Impressions of Paris).
- George Grosz und Wieland Herzfelde: Die Kunst ist in Gefahr. Drei Aufsätze. Malik, Berlin 1925; Reprint: Athenäum, Königstein im Taunus 1981. Enthält: Grosz/Herzfelde: Die Kunst ist in Gefahr (1925); Grosz: Pariser Eindrücke (unter dem Titel Paris als Kunststadt veröffentlicht in: Europa-Almanach 1925. Potsdam 1925); Grosz: Statt einer Biographie (zuerst veröffentlicht in: Der Gegner, II, 1920/21, Heft 3; 1925 überarbeitet). Nachdruck des Essays Die Kunst ist in Gefahr. In: Schneede: Die zwanziger Jahre. S. 126–137.
- Der Spiesser-Spiegel. 60 Berliner Bilder nach Zeichnungen. Mit einer Selbstdarstellung des Künstlers. Carl Reissner Verlag, Dresden 1925 (online auf slub-dresden.de), veränderte Ausgabe 1932. Enthält einen autobiographischen Text von Grosz (S. 5–12) und den Text Der Spiesserbiologe von Walter Mehring (S. 13–14).
- Mein Leben. In Prozektor (Scheinwerfer), VI, Nr. 14, Moskau 1928, S. 16–18; Nachdruck in: Schneede, Die zwanziger Jahre. S. 153.
- Hintergrund. 17 Zeichnungen von George Grosz zur Aufführung des Schwejk in der Piscator Bühne. Malik, Berlin 1928.
- Randzeichnungen zum Thema. In: Blätter der Piscatorbühne, Nr. 3 (Schulter an Schulter, zusätzlicher Deckeltitel: Die Abenteuer des braven Soldaten Schwejk) Bepa-Verlag, Berlin 1928, (Text von Grosz: 2 Seiten) ohne Paginierung.
- Jugenderinnerungen. In: Das Kunstblatt, XIII, 1929. 1. Teil (Mit Photos und Zeichnungen aus der Jugendzeit): Heft 6, S. 166–174 (online auf iaddb.org); 2. Teil: Heft 7 (online auf iaddb.org), S. 193–197; 3. Teil (Mit Abbildungen aus den Notizbüchern, 1927–1929): Heft 8, S. 238–242 (online auf iaddb.org).
- Lebenserinnerungen. In: Kunst und Künstler, XXIX, 1930/31. 1. Teil: Heft 1 (Oktober 1930), S. 15–22 (online auf uni-heidelberg.de); 2. Teil: Heft 2 (November 1930), S. 55–61 (online auf uni-heidelberg.de); 3. Teil: Heft 3 (Dezember 1930), S. 105–111 (online auf uni-heidelberg.de).
- Die Gezeichneten. 60 Blätter aus 15 Jahren. Malik, Berlin 1930.
- Das neue Gesicht der herrschenden Klasse. 60 neue Zeichnungen. Malik, Berlin 1930.
- Über alles die Liebe. 60 neue Zeichnungen. Bruno Cassirer, Berlin 1930. Mit einem Vorwort von Grosz; Nachdruck in englischer Sprache in: Flavell, George Grosz. A Biography. Yale University Press 1988, S. 312 (Love Above All).
- Das feine Milljöh. In: Der Querschnitt, XI, 1931, Heft 1 (Januar), S. 14–17 (online auf arthistoricum.net).
- Unter anderem ein Wort für deutsche Tradition (Teil des Artikels Gegen den Abbau des Geistes von Paul Westheim). In: Das Kunstblatt, XV, 1931, Heft 3, S. 79–84 (online auf iaddb.org); Nachdruck in Schneede, Die zwanziger Jahre. S. 277–280.
- Kunst ist vorbei, mein Lieber! (Beitrag zu dem Artikel Die Kunst geht nach Brot) In: Berliner Tageblatt, 25. Dezember 1931, 4. Beiblatt.
- Briefe aus Amerika. In: Kunst und Künstler, XXXI, 1932. 1. Teil: Heft 8 (August), S. 273–278 (online auf uni-heidelberg.de); 2. Teil: Heft 9 (September), S. 317–322 (online auf uni-heidelberg.de); 3. Teil: Heft 12 (Dezember), S. 433–443 (online auf uni-heidelberg.de).
- Self Portrait of the Artist. In: Americana, 1. Jg., November 1932, Nr. 1, S. 22; Nachdruck in Jentsch: George Grosz. Das Auge des Künstlers. Weingarten 2002, S. 56.
- Amerikanische Umgangsformen. In: Der Querschnitt, XIII, 1933, Heft 1 (Januar), S. 16–19 (online auf arthistoricum.net).
- Interregnum. 64 Zeichnungen und 1 Farblithographie (The Muckraker). Black Sun Press, New York 1936 (dt. Propyläen-Verlag, 1976). Mit der Einleitung von John Dos Passos: Satire as a Way of Seeing; unter dem Titel Grosz Comes to America. In: Esquire, 1. September 1936, S. 105, 128, 131 (online auf esquire.com).
- George Grosz. Drawings. 49 Zeichnungen und 3 Aquarelle. H. Bittner, New York 1944. Mit der Einleitung von Grosz: On My Drawings (S. 5–8); Nachdruck in Flavell: George Grosz. A Biography. S. 317–319; dt. Übers. (gekürzt) Über meine Zeichnungen in Grosz: Eintrittsbillett zu meinem Gehirnzirkus. Erinnerungen, Schriften, Briefe. S. 175–178.
- 30 Drawings and Watercolors. Erich S. Herrmann, New York 1944; Reprint: Paul L. Baruch, New York 1948. Mit einer Einleitung von Walter Mehring.
- A Piece of My World in a World Without Peace. Text von Grosz im Katalog zur Ausstellung A Piece of My World in a World Without Peace, 1914–1946. George Grosz. Associated American Arts Galleries, New York 1946; Nachdruck in Flavell: George Grosz. A Biography. S. 320–321.
- A Little Yes and a Big No. The Dial Press, New York 1946.
  - Ein kleines Ja und ein großes Nein. Sein Leben von ihm selbst erzählt. Rowohlt, Hamburg 1955; Rowohlt, Reinbek 1974, 1983, ISBN 3-499-11759-2. Mit einem Kapitel über die Reise in die Sowjetunion, 1922, das in der amerik. EA fehlt; Verlag Schöffling & Co., Frankfurt am Main 2009, ISBN 978-3-89561-332-6.
  - Manhattan Fantasie. Geplante, aber nicht realisierte Ergänzung zur deutschen Ausgabe der Autobiographie von 1955. Manuskript, Goerge–Grosz–Archiv, Houghton Library, Cambridge/Mass.; in englischer Übersetzung veröffentlicht in: Flavell, George Grosz. A Biography. Yale University Press 1988, S. 279–282 (A Manhattan Fantasy); in Auszügen auch auf Deutsch in: Möckel: George Grosz in Amerika 1932–1959. S. 194f.
- George Grosz. 48 Abbildungen nach Gemälden, Aquarellen und Zeichnungen. Hrsg. Imre Hofbauer. Nicholson and Watson, London/Brüssel 1948. Mit einer Einleitung von John Dos Passos (Introduction, S. 9–10) und einem Text von Hofbauer (The Artist and Germany, S. 11–13).
- I Teach Fundamentals. Brief an die Studenten des Cleveland Institute of Art, geschrieben anlässlich der dortigen George Grosz-Ausstellung. In: College Art Journal, Bd. 9, Nr. 2 (Winter, 1949–1950), S. 199–201 (online auf jstor.org).
- Ade, Witboi. 47 Schwarzweiß-Reproduktionen, 4 farbige Blätter, 14 Textillustrationen. Hrsg. Walther G. Oschilewski. Arani-Verlag, Berlin-Grunewald 1955. Mit einer Gesamtwürdigung des Künstlers von Oschilewski.
- The Arts in America. In: The American Peoples Encyclopedia. Yearbook. Events and Personalities of 1957. Spencer Press, Chicago 1958, S. 110–113.
- (You mistake me for an After Dinner Speaker.)[52] Dankrede von Grosz zur Verleihung der „Goldenen Medaille für Graphische Künste“ der Academy of Arts und des National Institute of Arts and Lettes, New York, 20. Mai 1959. Tondokument (Archiv der American Academy of Arts); dt. Transkription einschließlich der Publikumsreaktion (Lachen, Klatschen an der falschen Stelle) veröffentlicht in Schuster (Hrsg.): George Grosz. Berlin – New York. Katalog, Berlin 1994, S. 309–311.

#### Postume Veröffentlichungen, Nachdrucke, Briefe
- George Grosz. 108 Schwarzweiß-Reproduktionen, 6 farbige Blätter. Hrsg. Herbert Bittner. Arts, New York 1960; dt. DuMont Schauberg, Köln 1961. Mit einer Einführung von Ruth Berenson und Norbert Mühlen sowie einem Text von Grosz.
- Heimatliche Gestalten. Zeichnungen. Hrsg. Hans Sahl. Fischer Bücherei, Frankfurt am Main 1966. Mit einer Einleitung von Sahl: George Grosz oder Die Vertreibung aus dem Paradies (S. VII–XXXII).
- Reprint: Das Gesicht der herrschenden Klasse (1921) & Abrechnung folgt (1923). Makol, Frankfurt am Main 1972. Mit einer Einleitung von Grosz: Statt einer Biographie (1921).
- Interregnum. Nachdruck der amerikanischen Ausgabe von 1936. Propyläen-Verlag, Frankfurt am Main/Berlin/Wien 1976.
- Die Welt ist ein Lunapark. 232 Schwarzweiß-Reproduktionen und 16 Farbtafeln, Hrsg. Uwe M. Schneede. Bertelsmann, Gütersloh 1977. (Lizenzausg. d. Pinkus-Genossenschaft, Zürich). Mit einer Einleitung von Schneede.
- Briefe 1913–1959. Hrsg. Herbert Knust. Rowohlt, Reinbek 1979, ISBN 3-498-02428-0.
- Ach knallige Welt, du Lunapark. Gesammelte Gedichte. Hrsg. Klaus Peter Dencker. Hanser, München/Wien 1986, ISBN 3-446-14669-5.
- Eintrittsbillett zu meinem Gehirnzirkus. Erinnerungen, Schriften, Briefe. Hrsg. Renate Hartleb. Kiepenheuer, Leipzig 1989, ISBN 3-378-00261-1.
- Ulrich Becher und George Grosz: Flaschenpost. Geschichte einer Freundschaft. Briefwechsel zwischen Becher und Grosz aus den Jahren 1932–1959, Hrsg. Uwe Naumann, Michael Töteberg. Lenos Verlag, Basel 1989, ISBN 3-85787-186-5.
- Teurer Makkaroni! Briefe an Marc Neven DuMont 1922–1959. Hrsg. Karl Riha. Argon, Berlin 1992, ISBN 3-87024-803-3.
- Grosz-Berlin. Autobiographisches, Bilder, Briefe und Gedichte. Hrsg. Marcel Beyer, Karl Riha. Edition Nautilus Lutz Schulenberg, Hamburg 1993, ISBN 3-89401-223-4.
- George Grosz / Hans Sahl: So long mit Händedruck. Briefe und Dokumente. Hrsg. Karl Riha. Luchterhand Literaturverlag, Hamburg 1993, ISBN 978-3-630-86811-0. Briefe aus den Jahren 1950–1959, mit zwei Essays von Sahl über Grosz: Die Stockmenschen (1950) und George Grosz oder Die Vertreibung aus dem Paradies (1966).
- The Sketchbook of George Grosz. Hrsg. Peter Nisbet. Busch-Reisinger Museum, Cambridge/Mass. 1993, ISBN 0-916724-83-2.
- Ralph Jentsch: George Grosz. Das Auge des Künstlers. Photographien New York 1932. Kunstverlag Weingarten, Weingarten 2002, ISBN 3-8170-2539-4. Enthält neben Grosz’ Photographien eine ausführliche Dokumentation von Jentsch und einen Text von Grosz aus Americana, November 1932: Self Portrait of the Artist (S. 56).
- Hermann Borchardt – George Grosz. „Lass uns das Kriegsbeil begraben!“. Der Briefwechsel. Hrsg. Hermann Haarmann, Christoph Hesse und Lukas Laier. Wallstein, Göttingen 2019 (Reihe: akte exil. neue folge, Bd. 2), ISBN 978-3-8353-3490-8.

## Ausstellungen und Kataloge
- George Grosz, 59. Ausstellung der Galerie Neue Kunst / Hans Goltz, München, April – Mai 1920 (10 Gemälde, 11 Aquarelle, 40 Zeichnungen, 40 Graphiken). Katalog: Der Ararat. Erstes Sonderheft: George Grosz.
- George Grosz, Galerie von Garvens, Hannover, April 1922 (10 Gemälde, 7 Collagen, 27 Aquarelle, 56 Zeichnungen und Graphik). Der Katalog enthält von Grosz den Text: Der Mensch ist nicht gut – sondern ein Vieh.
- Beteiligung an der Ausstellung Neue Sachlichkeit. Deutsche Malerei seit dem Expressionismus, Kunsthalle Mannheim, 14. Juni – 18. September 1925, danach im Sächsischen Kunstverein Dresden, Städtisches Museum Kunsthütte in Chemnitz, Kunstverein Erfurt und Kunstverein Dessau.
- Sonderausstellung George Grosz (im Rahmen der Frühjahrs-Ausstellung), 5 Gemälde und 11 Arbeiten auf Papier, Preußische Akademie der Künste, Berlin, April/Mai 1927.
- Beteiligung an der Herbst-Ausstellung, 8 Arbeiten auf Papier, Preußische Akademie der Künste, Berlin, November/Dezember 1927.
- George Grosz. A Survey of His Art from 1918 to 1938, The Art Institute of Chicago, 15. Dezember 1938 – 15. Januar 1939.
- Paintings, drawings, prints, by George Grosz, The Museum of Modern Art, New York, 7. Oktober – 2. November 1941 (Dokumentation auf der Website des MoMA), Wanderausstellung, an zehn weiteren Orten (State University of Iowa, Des Moines Fine Arts Association etc.) von 4. Januar 1941 bis 29. März 1942.
- A Piece of My World in a World Without Peace. Associated American Arts Galleries, New York 1946. Katalog zur Ausstellung A Piece of My World in a World Without Peace, 1914–1946. George Grosz, Associated American Arts, New York, 7. – 26. Oktober 1946. Mit dem Text A Piece of My World in a World Without Peace von Grosz; Nachdruck in Flavell: George Grosz. A Biography. S. 320–321.
- The Stick Men. New Watercolors by George Grosz, Associated American Arts, New York, 12. April – 1. Mai 1948.
- Impressions of Dallas by George Grosz. Katalog zur Ausstellung im Dallas Museum of Fine Arts, 4. Oktober – 9. November 1952 (online auf dma.org, PDF).
- John I. H. Baur: George Grosz. Hrsg. Whitney Museum of American Art 1954 (online auf archive.org). Katalog zu den Ausstellungen: Whitney Museum of American Art, 14. Januar – 7. März 1954; William Rockhill Nelson Gallery of Art, 1. Mai – 31. Mai 1954; The Pasadena Art Institute, 25. Juni – 25. Juli 1954; San Francisco Museum of Art, 17. August – 19. September 1954.
- George Grosz. Aquarelle, Zeichnungen, Graphiken, Galerie Meta Nierendorf, Berlin, 12. Mai – 3. Juli 1958, Wanderausstellung mit den weiteren Stationen: Kunstvereine Pforzheim, München und Frankfurt, Kunstkabinett Dr. Hanna Grisebach, Heidelberg, Marseille, Nizza, Kunstmuseum Düsseldorf.
- George Grosz 1893–1959. Katalog zur Ausstellung in der Akademie der Künste, Berlin, 7. Oktober – 30. Dezember 1962.
- Galerie Meta Nierendorf: Ohne Hemmung – Gesicht und Kehrseite der Jahre 1914–1924. Berlin 1962. Katalog zur Ausstellung in der Galerie Nierendorf, Berlin, 8. Oktober 1962 – 17. Januar 1963.
- documenta III. Internationale Ausstellung. Katalog, Band 1: Malerei und Skulptur, Band 2: Handzeichnungen, Band 3: Industrial Design, Graphik, Kassel/Köln 1964. Arbeiten von Grosz wurden 1964 auf der documenta III in Kassel in der Abteilung Handzeichnungen gezeigt.
- Neue Galerie der Stadt Linz: George Grosz 1893–1959. Ausstellungskatalog, Linz 1965.
- George Grosz Zeichnungen und Lithographien, Ausstellungskatalog, Staatliche Kunstsammlungen Dresden Kupferstich-Kabinett, 31.7. – 13.11.1966
- Wieland Herzfelde / Deutsche Akademie der Künste zu Berlin (Hrsg.): Der Malik-Verlag 1916–1947. Ausstellung Dezember 1966 – Januar 1967. Aufbau-Verlag, Berlin und Weimar, 1967.
- Uwe M. Schneede (Hrsg.): George Grosz. Leben und Werk. Hatje Cantz, Stuttgart 1975, ISBN 3-7757-0102-8. Publikation anlässlich der Ausstellungen: Kunstverein Hamburg, 4. Oktober – 23. November 1975; Frankfurter Kunstverein, 5. Dezember 1975 – 25. Januar 1976; Kunstverein Braunschweig, 7. Februar – 21. März 1976; Landesmuseum Münster, 3. April – 16. Mai 1976; Museum des 20. Jahrhunderts Wien, 2. Juni – 18. Juli 1976; Badischer Kunstverein Karlsruhe, 3. September – 17. Oktober 1976; Von der Heydt-Museum Wuppertal, 31. Oktober – 19. Dezember 1976; Haus am Waldsee Berlin, Januar – März 1977.
- George Grosz. Works in Oil. Hrsg. Heckscher Museum, Huntington, New York 1977, ISBN 0-89062-054-7. Katalog zur Ausstellung im Heckscher Museum, 1. Juli – 4. September 1977. Mit einem Text von Eva Ingersoll Gatling (Leiterin des Museums).
- Goethe House New York: Malik Verlag – Berlin, Prague, New York. Ausstellungskatalog, New York, 1984.
- Museum Villa Stuck München/Serge Sabarsky: George Grosz – Die Berliner Jahre. München 1986.
- George Grosz, John Heartfield and the Malik Verlag. Ars Libri, Boston/Massachusetts 1994 (Catalogue 100). Verkaufskatalog, mit einer Einleitung von Peter Michael Grosz (Sohn von George Grosz).
- Peter-Klaus Schuster (Hrsg.): George Grosz. Berlin – New York. Ars Nicolai, Berlin 1994, ISBN 3-89479-054-7. Katalog zu den Ausstellungen: Berlin, Neue Nationalgalerie, 21. Dezember 1994 – 17. April 1995; Düsseldorf, Kunstsammlung Nordrhein-Westfalen, 6. Mai – 30. Juli 1995.
- Vernissage. Die Zeitschrift zur Ausstellung. George Grosz in Berlin. Heft 14/1994.
- Damals in Berlin – George Grosz – Zeichnungen der 10er und 20er Jahre, Galerie Remmert und Barth, Düsseldorf, 28. Oktober – 23. Dezember 1997.
- Juerg M. Judin (Hrsg.): George Grosz – Die Jahre in Amerika, 1933–1958. Texte von Barbara McCloskey, Ralph Jentsch und Juerg Judin. Hatje Cantz, Berlin 2009, ISBN 3-7757-2434-6, englische Ausgabe: ISBN 978-3-7757-2435-7. Publikation anlässlich der Ausstellung in der Galerie Judin, Berlin, 28. Februar – 25. April 2009.
- Akademie der Künste: George Grosz montiert. Collagen 1917–1958. Berlin 2010, ISBN 978-3-88331-140-1. Katalog zur Ausstellung George Grosz. Korrekt und Anarchisch.
- Max-Ernst-Museum Brühl: George Grosz. „Deutschland, ein Wintermärchen“. Aquarelle, Zeichnungen, Collagen 1908–1958. Katalog zur Ausstellung 11. September – 18. Dezember 2011 (Presseinformation auf maxernstmuseum.lvr.de, PDF), Hatje Cantz Verlag 2011.
- Museum der Phantasie, Bernried, 2014: Grosz. Krieg Grotesk – Zwischen Expressionismus und Neuer Sachlichkeit.[53]
- Museum Kunstpalast, Düsseldorf, 2014: George Grosz. Der grosse Zeitvertreib.[54]
- Jan T. Wilms: Auf der Suche nach dem Bild des Menschen – Überlegungen zum Schaffen von Ernst Barlach, Otto Dix, George Grosz und Samuel Jessurun de Mesquita, in: Jan T. Wilms (Hrsg.): Menschenbilder – Ernst Barlach | Otto Dix | George Grosz | Samuel Jessurun de Mesquita – Arbeiten auf Papier, S. 142–186, englischsprachige Übersetzung der Texte im Beiheft, S. 220–229, Kaufbeuren 2018, ISBN 978-3-9819254-2-5. Publikation zur Ausstellung im Kunsthaus Kaufbeuren 2018/2019: Menschenbilder – Ernst Barlach | Otto Dix | George Grosz | Samuel Jessurun de Mesquita – Arbeiten auf Papier.
- Sabine Rewald, Nathalie Frensch, Christiane Lange (Hrsg.): George Grosz in Berlin. Das unerbittliche Auge. Hirmer Verlag, München 2022, ISBN 978-3-7774-3898-6.
- Das kleine Grosz Museum (Hrsg.): Gross vor Grosz – Die frühen Jahre, Köln 2022, ISBN 978-3-7533-0200-3.
- Das kleine Grosz Museum (Hrsg.): 1922 – George Grosz reist nach Sowjetrussland, Köln 2022, ISBN 978-3-7533-0320-8.
- Möckel, Birgit, von der Schulenburg, Rosa (Hrsg.); George Grosz – A Piece of My World in a World Without Peace – Die Collagen. Köln 2024, ISBN 978-3-7533-0531-8.
- Das kleine Grosz Museum (Hrsg.): Was sind das für Zeiten? Grosz, Brecht und Piscator. Köln 2024, ISBN 978-3-7533-0671-1.

## Darstellung in der bildenden Kunst (Auswahl)
- Fritz Eschen: George Grosz (Serien von Fotografien, 1954)[55]
- Emil Stumpp: George Grosz (Kreide-Lithographie, 1927)[56]

## Bibliographien
- Kjeld Bülow (Hrsg.): George Grosz 1893–1959. A Bibliography and other check lists. Einführung Robert Cenedella. Booktrader, Kopenhagen 1993, ISBN 87-984539-0-4. Verzeichnet: Abteilung A: die Mappenwerke, Veröffentlichungen mit Original-Graphiken und illustrierte Bücher (125 Nrn., 4 posthume Ausgaben und 4 nicht ermittelte Drucke,.; mit 2 Indices); Abt. B: Bücher über Grosz; Abt. C erfasst die Kataloge (nicht vollst.); Abt. D: Film- u. Fernsehaufnahmen. Mit 16 ganzseit. Original-Lithos, v. a. Buchumschläge, auf Kunstdruckpapier sowie weiteren kleineren Grafiken im Buch verteilt.
- Lothar Lang: George-Grosz-Bibliographie. In: Marginalien, Zeitschrift für Buchkunst und Bibliophilie, Pirckheimer-Gesellschaft (Hrsg.), Heft 30, Juli 1968, S. 1–42.

## Film
- 1960: George Grosz’ Interregnum. Für einen Oscar nominierter Dokumentarfilm (29 Minuten) von Charles und Altina Carey
- 1976: George Grosz. Eine Produktion des Saarländischen Rundfunks/Fernsehen (45 Minuten) 1976. Buch und Regie: Klaus Peter Dencker
- 1991: Schön ist’s im Labyrinth – George Grosz in Amerika. Dokumentarfilm von Norbert Bunge und Christiane Fischer-Defoy
- 2009: Das Menschenschwein im Visier – Die Sehnsucht des George Grosz. Animierter Dokumentarfilm von Alexander Urban